# Hanover (Minnesota)
Hanover – miasto w Stanach Zjednoczonych, w stanie Minnesota, w hrabstwie Wright.